# 사랑이 뭘까
《사랑이 뭘까》(일본어: 愛がなんだ, 영어: What Is Love?)는 2019년 4월에 개봉한 일본의 로맨스, 드라마 영화이다.
 이마이즈미 리키야가 감독을 원작자 가쿠다 미쓰요와 사와이 카오리가 각본을 맡았다.
 일본은 2019년 4월 9일에 대한민국은 2020년 4월 9일에 개봉되었다.

## 줄거리
타나카 마모루를 좋아하는 야마다 테루코는

사귀게 되자 직장도 그만두고 마모루의 집에

동거와 다름없는 생활을 하게 된다

그러나 마모루는 어느 순간부터 테루코를 밀어내고

스미레를 좋아하게 되고 이런 마모루라도 같이 있고

싶은 마음에 테루코는 마모루와 스미레의 모임에 함께 하게 되는데...

## 출연진
- 키시이 유키노 - 야마다 테루코 역
- 나리타 료 - 타나카 마모루 역
- 후카가와 마이 - 요코 역
- 와카바 류야 - 나카무라 역
- 에구치 노리코 - 츠카코시 스미레 역
- 카타오카 레이코 - 테루코의 직장상사
- 츠츠이 마리코 - 요코의 엄마 역